# Robert Anderson (militare guerra di secessione)
Robert Anderson (Louisville, 14 giugno 1805 – Nizza, 26 ottobre 1871) è stato un generale statunitense, ufficiale dell'Esercito dell'Unione nel corso della Guerra di secessione americana, noto per essere stato al comando nella Battaglia di Fort Sumter all'inizio delle ostilità. 
Ci si riferì spesso a lui come al Maggiore Robert Anderson, al termine della guerra.

## Biografia
Anderson nacque a Soldier's Retreat, presso Louisville, Kentucky. Si diplomò nell'Accademia Militare degli Stati Uniti di West Point nel 1825 e ricevette il brevetto di sottotenente del 2º Artiglieria degli Stati Uniti (2th U.S. Artillery). Servì nella Guerra di Black Hawk (Falco Nero) del 1832 come Colonnello dei volontari dell'Illinois. Tornato nell'esercito come tenente nel 1833, servì nella Seconda guerra Seminole come Aiutante generale nello Stato Maggiore di Winfield Scott, e nella Guerra messico-statunitense, in cui fu più volte ferito nella battaglia di Molino del Rey, per la quale ottenne il brevetto di Maggiore. Ricevette quindi la promozione permanente a Maggiore del 1º Artiglieria degli Stati Uniti dell'esercito regolare il 5 ottobre 1857.
Fu autore del volume Instruction for Field Artillery, Horse and Foot (Istruzioni per artiglieria campale, cavalleria e fanteria) scritto nel 1839.
Massone, divenne Maestro nel 1858, nella Mercer Lodge No. 50 di Trenton, New Jersey, fu anche membro onorario della Pacific Lodge No. 233 di New York City

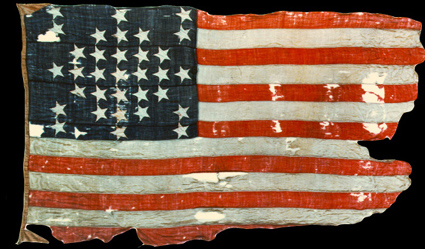
La bandiera di Fort Sumter

.

### Guerra civile
Al momento della separazione unilaterale degli Stati Confederati d'America, il maggiore Anderson, un sudista, rimase leale all'Unione. Ebbe il comando ufficiale di Fort Sumter a Charleston Harbor (Charleston (Carolina del Sud), quando esso fu sottoposto a bombardamento dalle forze secessioniste.

L'attacco di artiglieria fu condotto dal Brigadier Generale Pierre Gustave Toutant de Beauregard, che era stato allievo di Anderson a West Point. Esso iniziò il 12 aprile 1861 e continuò finché Anderson, gravemente sottodimensionato in uomini e cannoni, si arrese il 14 aprile. La battaglia avviò la guerra di secessione. Anderson aveva ricevuto l'ordine di rimanere nel Forte in quanto esso era stato edificato su un'area di proprietà federale.
Nella battaglia fu ucciso un solo soldato, l'unionista Daniel Hough, che cadde per l'esplosione di uno dei 100 cannoni che spararono in segno d'onore per le truppe che si arrendevano (condizione questa imposta da Anderson). La popolazione di Charleston osservò la battaglia dai tetti delle proprie abitazioni.
Anderson fu promosso brigadier generale il 15 maggio di quello stesso anno.

### Ultimi anni
Anderson portò con sé la bandiera a stelle di Fort Sumter a New York, dove prese parte a Union Square al raduno patriottico che all'epoca si riteneva essere stato il più partecipato della storia nordamericana. Anderson compì poi un giro di reclutamento di grandissimo successo in tutti gli Stati dell'Unione prima di essere messo in aspettativa per motivi di salute e quindi congedato definitivamente il 27 ottobre 1863.
Pochi giorni dopo la resa di Robert Edward Lee ad Appomattox Court House e l'effettiva conclusione della guerra, Anderson tornò a Charleston indossando l'uniforme di Maggior Generale (concessagli il 3 febbraio 1865) e, quattro anni dopo aver ammainato la bandiera a 33 stelle in segno di resa, la issò di nuovo in segno di trionfo, sul recuperato, anche se diroccato, Fort Sumter nel corso di una speciale cerimonia (la sera stessa, il 14 aprile 1865, il Presidente Abramo Lincoln venne assassinato).
Anderson morì a Nizza, in Francia, e venne sepolto nel cimitero di West Point.

## Famiglia
Il fratello di Anderson, Charles Anderson, fu Governatore dell'Ohio dal 1865 al 1866. Un altro fratello, il Rev. William C. Anderson, servì come Rettore della Miami University nel periodo 1849–1854. Il loro nipote, Thomas M. Anderson, fu un Brigadier generale e combatté nella Guerra ispano-americana e nella Guerra filippino-americana.
Il maggiore Robert Anderson fu il bisnonno dell'attore statunitense Montgomery Clift e cugino primo di William Clark e di George Rogers Clark.